# Мэй, Тереза
Тере́за Мэ́ри, баронесса Мэй Мейденхедская (англ. Theresa Mary, Baroness May of Maidenhead, в девичестве Брейзьер (Brasier); род. 1 октября 1956, Истборн, Сассекс, Великобритания) — британский политик, дипломат, государственный деятель и пожизненный пэр.
В начале 2000-х непродолжительное время являлась председателем Консервативной партии Великобритании. Позднее работала в качестве министра по делам женщин и равных возможностей, а также министра внутренних дел в кабинете Дэвида Кэмерона. В период 2016—2019 годов занимала пост премьер-министра Соединённого Королевства, став второй женщиной, находившейся на этой должности после Маргарет Тэтчер. В настоящее время является пэром Соединённого королевства с 21 августа 2024 года, в прошлом член Палаты общин от избирательного округа Мейденхед.
Выросла в Оксфордшире, училась в колледже святого Хью. После окончания обучения в 1977 году работала в Банке Англии и Ассоциации платежных клиринговых услуг. После двух неудачных попыток по результатам парламентских выборов 1997 года она была избрана членом Палаты общин от округа Мейденхед. В 2000-х годах занимала ряд должностей в теневых кабинетах. В 2002—2003 годах являлась председателем Консервативной партии Великобритании.
По завершении формирования коалиционного правительства после проведения парламентских выборов 2010 года Мэй была назначена министром внутренних дел, а также министром по делам женщин и равных возможностей (по совместительству), отказавшись от последней должности в 2012 году. После успеха «консерваторов» на парламентских выборах 2015 года она стала министром внутренних дел, дольше всех находившимся на этом посту за последние шестьдесят лет, продолжив свою работу в данной должности. Во время своего пребывания в качестве министра внутренних дел она осуществила реформу полицейской федерации, проводила более жёсткую политику в отношении наркотиков и нелегальной иммиграции. Благодаря Мэй в стране появилась должность комиссара полиции, созданы Национальное агентство по борьбе с преступностью и колледж полиции.
В своё время Мэй поддержала кампанию «Британия сильнее в Европе» (англ. Britain Stronger in Europe), сторонники которой выступали за сохранение членства Великобритании в Европейском Союзе. В 2016 году она выдвинула свою кандидатуру на выборах руководства Консервативной партии, по результатам которых одержала победу, сменив на этом посту Дэвида Кэмерона, ушедшего в отставку по итогам референдума о членстве Великобритании в Европейском союзе; заняла пост премьер-министра Великобритании после того, как Андреа Ледсом сняла свою кандидатуру. Будучи главой правительства, в марте 2017 года Мэй привела в действие статью 50-ю Договора о Европейском союзе, тем самым начав процесс выхода Великобритании из Евросоюза. В апреле она объявила о проведении досрочных парламентских выборов с целью укрепить свои позиции в переговорах по «брекситу» и подчеркнуть своё «сильное и стабильное» лидерство. Результаты выборов привели к возникновению ситуации «подвешенного» парламента, в котором «консерваторы» лишились двенадцати мест в Палате общин, несмотря на увеличение электоральной поддержки. Потеря абсолютного большинства побудила Мэй заключить соглашение о доверии с Демократической юнионистской партией для формирования правительства меньшинства.
После выборов 2017 года Мэй продолжила переговоры о выходе Великобритании из Европейского союза, по результатам которых был разработан проект соответствующего соглашения. Мэй столкнулась с двумя неудачными попытками вынесения вотума недоверия её кабинету в декабре 2018 года и январе 2019 года. Однако после того, как проект соглашения был трижды отклонён парламентом, а также неудовлетворительных результатов «тори» на местных и европейских выборах в мае 2019 года, она объявила о своей отставке. 24 июля 2019 года Тереза Мэй покинула пост премьер-министра Великобритании и до 2024 года являлась членом Палаты общин от избирательного округа Мейденхед.
Тереза Мэй стала второй женщиной, которая занимала пост премьер-министра, возведённой в пожизненные пэры после Маргарет Тэтчер.

## Биография
Тереза Мэй родилась в семье англиканского священника.

### Ранние годы
Окончила Оксфордский университет со степенью бакалавра географии. После окончания университета, с 1977 по 1983 год, Мэй работала в Банке Англии. Также с 1985 по 1997 год работала финансовым консультантом и старшим советником по международным делам в Ассоциации по оплате клиринговых услуг.

### Политическая карьера
В 1986—1994 годах была депутатом местного совета лондонского боро Мертон. Участвовала в парламентских выборах 1992 года в округе Норт-Уэст-Дарем и в досрочных выборах 1994 года в округе Баркинг, однако успеха не имела.
На выборах 1997 года впервые была избрана членом Палаты общин британского парламента от новообразованного избирательного округа Мейденхед в Беркшире и с тех пор переизбиралась.
В 1997—2002 годах занимала различные второстепенные должности в теневом правительстве консерваторов. В 2002 году стала первой женщиной-председателем Консервативной партии и занималась, в отличие от лидера партии, техническими вопросами обеспечения функционирования консерваторов.
В 2003—2005 годах была теневым министром транспорта и, одновременно, теневым министром продовольствия и экологии. С мая по декабрь 2005 года была теневым министром культуры, СМИ и спорта. 6 декабря 2005 года была назначена теневым лидером Палаты общин. В 2009—2010 годах занимала должность теневого министра труда и пенсий.
После выборов 2010 года была назначена министром внутренних дел, одновременно получив портфель министра по делам женщин и равноправия. На этом посту она выступала за предоставление равных прав однополым парам, став одним из первых высокопоставленных политиков Великобритании, публично выразившим свою поддержку легализации однополых браков. Пост министра по делам труда и пенсий, на который она могла рассчитывать из-за своей последней должности в теневом правительстве, получил Иан Дункан Смит.
В Палате общин Мэй голосовала за вторжение в Ирак, против принятия законов по борьбе с изменением климата, против дальнейшей интеграции Великобритании в Евросоюз, против запрета на курение в общественных местах, против предоставления гей-парам возможности усыновлять детей, но за легализацию однополых браков.
Мэй также защищала законопроект, получивший неофициальное название «Шпионский устав» (Snoopers' Charter), который обязывал интернет-провайдеров и операторов сотовой связи хранить данные об активности пользователей в Сети, голосовые вызовы, сообщения и электронную почту в течение одного года, на случай если полиция запросит доступ к записям во время расследования преступления. Либерал-демократы заблокировали первую попытку, но после того, как Консервативная партия получила большинство в 2015 году, Мэй объявила о новом проекте «Акт о полномочиях следствия», похожем на проект Communications Data Bill, хотя и с более ограниченными полномочиями. Акт вступает в силу с 2017 года.

### На посту премьер-министра
В ходе кампании 2016 года перед референдумом о выходе Великобритании из Евросоюза поддерживала премьер-министра Дэвида Кэмерона и была противником Brexit'а. Но после проведения референдума, на котором победили евроскептики и объявления премьер-министра Дэвида Кэмерона о своей предстоящей отставке, выдвинула свою кандидатуру на пост главы Консервативной партии и, следовательно, премьер-министра Великобритании.
5 июля 2016 года в первом раунде выборов парламентариями-консерваторами лидера Консервативной партии Тереза Мэй сразу стала фаворитом гонки, набрав 165 голосов. А 7 июля финалистами гонки за пост лидера британских консерваторов и премьер-министра страны стали две женщины — Тереза Мэй, заручившаяся поддержкой 199 парламентариев, и замминистра энергетики Андреа Ледсом, набравшая 84 голоса, после этого Тереза считалась наиболее вероятным претендентом на пост премьера Великобритании.
11 июля 2016 года Ледсом завершила свою кампанию, оставив Мэй единственным кандидатом. Вскоре она была объявлена лидером партии. Дэвид Кэмерон объявил, что он передаст полномочия премьер-министра Терезе 13 июля. Королева Великобритании Елизавета II приняла его отставку и дала аудиенцию Терезе Мэй, на которой предложила ей сформировать новое правительство. Тереза Мэй дала своё согласие и, таким образом, стала второй женщиной в истории Великобритании, занявшей пост премьер-министра (после Маргарет Тэтчер).
19 октября 2016 года британское правительство анонсировало обсуждение «закона Алана Тьюринга» о посмертном помиловании осуждённых за «грубую непристойность», то есть за гомосексуальность. Несмотря на сопротивление оппозиции в парламенте, законопроект был принят. 31 января 2017 года закон получил санкцию королевы и вступил в силу, посмертно помиловав 49 тысяч осуждённых гомосексуалов и бисексуалов.
8 июня 2017 года состоялись парламентские выборы, на которых Консервативная партия во главе с Терезой Мэй фактически лишилась большинства в парламенте Великобритании, победив с минимальным перевесом. Сложилась ситуация т. н. «подвешенного парламента». Лидеру партии пришлось поехать к королеве Великобритании и просить её разрешить ей формировать новый кабинет. Лейбористы и либерал-демократы при этом выступили за отставку премьер-министра Терезы Мэй. Глава лейбористов Джереми Корбин заявил, что считает итоги выборов победой своей партии. 29 июня 2017 года появились слухи об отставке Мэй, однако они были опровергнуты.

#### Брексит
29 марта 2017 года Тереза Мэй подписала письмо на имя главы Евросовета Дональда Туска с уведомлением властей Европейского союза о начале процедуры выхода Великобритании из ЕС. При этом ожидалось, что переговоры о выходе Великобритании из Европейского союза продлятся около двух лет и, таким образом, страна может покинуть политический союз в марте 2019 года.
27 июня 2018 года, после бурных дебатов в обеих палатах Парламента в предшествующие дни, билль об отмене законов ЕС был принят большинством голосов Палаты общин и, после подписания Елизаветой II, стал законом. Согласно закону нормы права ЕС сохранят своё действие на территории Великобритании, но уже в качестве британских законов.
15 января 2019 года Премьер Тереза Мэй потерпела сокрушительное поражение в Парламенте, на котором депутаты отвергли её соглашение о выходе Британии из ЕС. 12 марта 2019 года британский Парламент повторно отверг проект соглашения о выходе из ЕС. 29 марта Палата общин в третий раз отклонила проект соглашения по выходу из Евросоюза.
8 апреля 2019 года Парламент Великобритании в кратчайшие сроки принял закон, в соответствии с которым Правительство обязано согласовать с ЕС отсрочку на период, утверждаемый Парламентом страны, чтобы избежать выхода из Евросоюза без соглашения. 11 апреля 2019 года отсрочка даты выхода страны из ЕС была получена до конца октября 2019 года.

#### Отставка
24 мая 2019 года было объявлено, что 7 июня она покинет пост лидера Консервативной партии Великобритании, но будет исполнять обязанности главы кабинета министров до завершения выборов нового лидера консерваторов. Преемником Мэй стал бывший министр иностранных дел Великобритании Борис Джонсон.

## Оценка и критика
В 2017 году Тереза Мэй заняла второе место в списке самых влиятельных женщин мира по версии журнала «Forbes».
В мае 2018 года Forbes опубликовал общий список самых влиятельных людей мира, в котором Тереза Мэй удостоилась 14-й строчки.

### Пэрство
В июне 2024 года сообщалось, что Терезе Мэй будет присвоен титул пэра на церемонии вручения наград по случаю роспуска парламента в 2024 год, и это было подтверждено после публикации списка 4 июля. 21 августа 2024 года ей был присвоен титул баронессы Мэй Мейденхедской.

## Личная жизнь
Замужем с 1980 года, муж — Филип Джон Мэй, сотрудник компании Capital Group Companies с 2016 года. Детей нет.

## Награды
- Орден короля Абдель-Азиза 2 степени (Саудовская Аравия, 2017)[43][44]
- Орден Святой Агаты[45]

## Состояние здоровья
У Терезы Мэй в ноябре 2012 года был диагностирован сахарный диабет 1-го типа. Ей приходится ежедневно принимать инъекции инсулина.